# Ferdinand Joseph L'Herminier
Ferdinand Joseph L'Herminier, (Basse-Terre, Guadeloupe, 1802 — Pointe-à-Pitre, 1866) foi um  médico, botânico e zoólogo francês.
Era o filho de Félix Louis o Herminier (1779-1833), farmacêutico e naturalista, e  foi aluno de Henri Marie Ducrotay de Blainville. Publicou uma revisão do trabalho do seu mestre  em 1827. Mesmo que o seu trabalho tenha sido de grande envergadura, teve muito pouco impacto na ornitologia do seu tempo.
Com seu pai, realizou um estudo sobre os pássaros existentes na ilha de Guadeloupe, porém todas as suas anotações e as suas coleções forma destruidas durante um terremoto em  1843.
Interessou-se  igualmente pelas pteridophytas  e pelas  bryophytas de Guadaloupe.
Como médico dirigiu o hospital da ilha.